# Ivo Rudiferia
Ivo Rudiferia (ur. 24 sierpnia 1966 w Alta Badia) – włoski snowboardzista, mistrz świata.

## Kariera
W Pucharze Świata zadebiutował 24 listopada 1994 roku w Zell am See, gdzie zajął 29. miejsce w slalomie równoległym (PSL). Tym samym już w swoim debiucie wywalczył pierwsze pucharowe punkty. Na podium zawodów tego cyklu po raz pierwszy stanął 14 stycznia 1995 roku w Les Deux Alpes, kończąc rywalizację w tej konkurencji na drugiej pozycji. W zawodach tych rozdzielił Francuza Damiena Vigroux i swego rodaka, Thomasa Pruggera. Łącznie cztery razy stawał na podium zawodów PŚ, odnosząc przy tym dwa zwycięstwa: 15 lutego 1995 roku w Les Deux Alpes wygrał w slalomie, a 21 stycznia 1996 roku w San Candido triumfował w PSL. Najlepsze wyniki osiągnął w sezonie 1994/1995, kiedy to zajął 6. miejsce w klasyfikacji PAR oraz 7. miejsce w klasyfikacji slalomu.
Jego największym sukcesem jest złoty medal w slalomie równoległym wywalczony na mistrzostwach świata w Lienzu w 1996 roku. Pokonał tam Niemca Rainera Kruga i Austriaka Helmuta Pramstallera. Był to jego jedyny medal wywalczony na międzynarodowej imprezie tej rangi. Zajął też między innymi dziewiąte w slalomie równoległym podczas mistrzostw świata w San Candido rok później. Nie startował na igrzyskach olimpijskich.
W 1997 r. zakończył karierę.

## Osiągnięcia

### Mistrzostwa świata
| Miejsce | Dzień       | Rok  | Miejscowość | Konkurencja       | Zwycięzca         |
| ------- | ----------- | ---- | ----------- | ----------------- | ----------------- |
| 1.      | 28 stycznia | 1996 | Lienz       | Slalom równoległy | -                 |
| 26.     | 23 stycznia | 1997 | San Candido | Slalom            | Bernd Kroschewski |
| 9.      | 25 stycznia | 1997 | San Candido | Slalom równoległy | Mike Jacoby       |

### Puchar Świata

#### Miejsca w klasyfikacji generalnej
- sezon 1994/1995: -
- sezon 1995/1996: 15.
- sezon 1996/1997: 65.

#### Miejsca na podium
1. Les Deux Alpes – 14 stycznia 1995 (slalom równoległy) - 2. miejsce
2. San Candido – 21 stycznia 1995 (slalom równoległy) - 3. miejsce
3. Breckenridge – 15 lutego 1995 (slalom) - 1. miejsce
4. San Candido – 21 stycznia 1996 (slalom równoległy) - 1. miejsce